# La Morte amoureuse
 (juillet 2022).
La Morte amoureuse est une nouvelle fantastique de Théophile Gautier, parue en 1836 dans La Chronique de Paris.

## Résumé

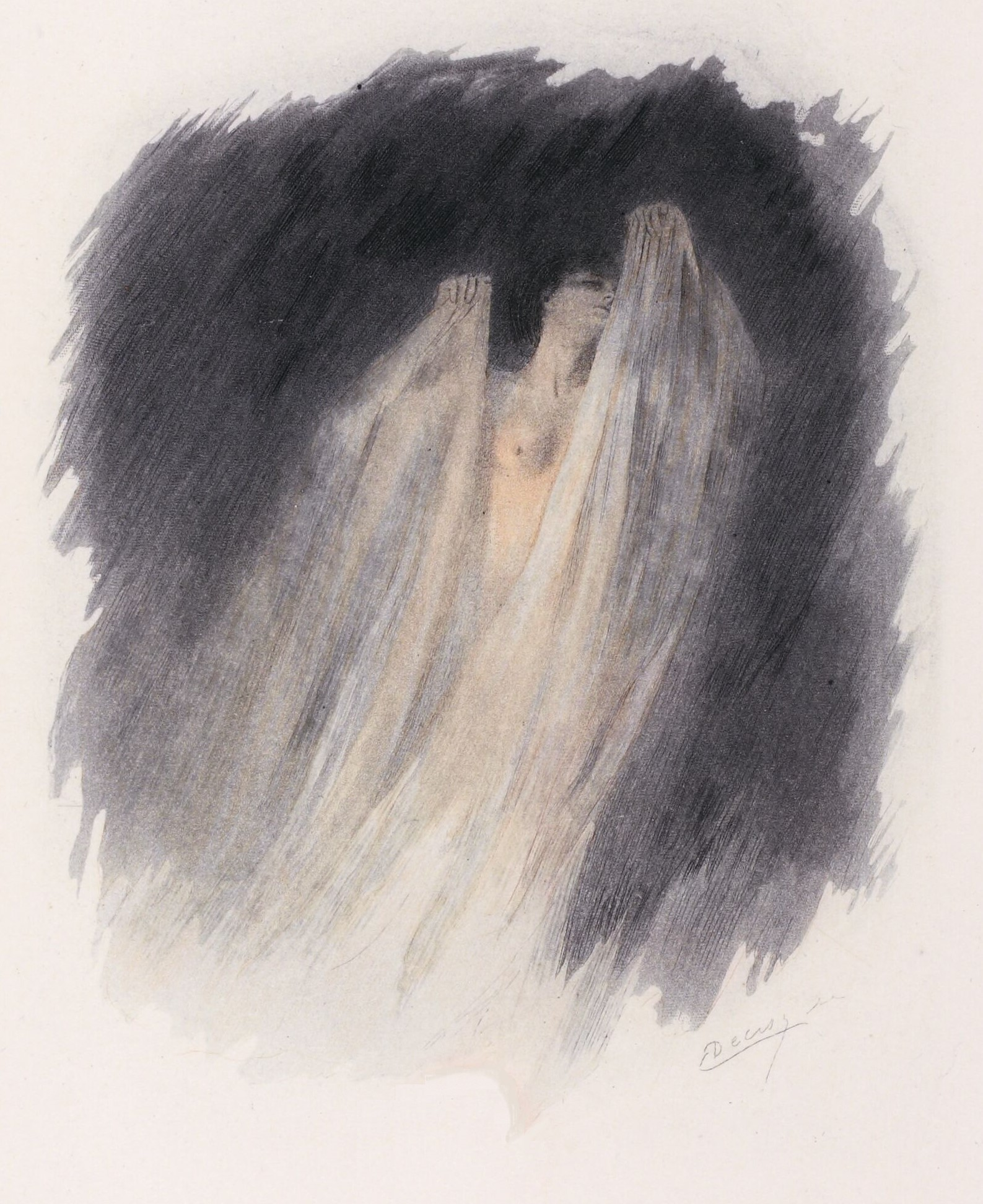
Elle se dissipa dans l'air comme une fumée, et je ne la revis plus.
Eau-forte de Decisy d'après Laurens, 1904.

Âgé de soixante-six ans, le vieux Romuald raconte à un autre ecclésiastique, qu'il nomme « frère », les faits étranges qui ont suivi son ordination.
Alors jeune desservant d'une cure de campagne, il vit une expérience troublante : le jour, il est homme d'église, la nuit, il est un seigneur de Venise. Cette existence bicéphale prend sa source dans sa rencontre avec Clarimonde, une courtisane sur laquelle courent les plus sordides rumeurs. Frère Sérapion met en garde Romuald : il ne doit pas se laisser tourmenter par une goule, un vampire qui n'a d'autre volonté que de l'éloigner et de le faire venir au diable.
Mais la fascination qu'elle exerce sur lui est telle qu'il naît entre eux un amour plus fort que la mort. Un amour qui permit à Clarimonde de revenir d'un endroit « Sans Soleil ni Lune » pour rejoindre son aimé.
Pour Romuald, tout devient de plus en plus confus. Il ne sait qui, du prêtre ou du gentilhomme, représente l'identité chimérique. Mais un soir, il découvre que Clarimonde le drogue pour qu'il s'endorme profondément afin qu'elle puisse le piquer de son aiguille en or avant de se nourrir parcimonieusement de son sang.
Vivement encouragé par Sérapion, Romuald et l'abbé vont chercher tous deux la tombe de Clarimonde dans le cimetière de la commune. Trouvant l'emplacement du cercueil, Sérapion n'hésite pas à le profaner en l'ouvrant. La belle courtisane y gît, blanche mais fraîche, sereine, un filet de sang coulant de ses lèvres. Saisi d'une rage folle, le vieil abbé exorcise la morte dont le cadavre se désagrège en un tas de « cendre et d'os ».
La nuit suivante, Romuald revoit une dernière fois Clarimonde dans son sommeil ; la défunte lui signifie que leurs corps et âme sont séparées à jamais et qu'il regrettera d'avoir laissé l'abbé violer sa tombe. De fait, malgré le salut de son âme, Romuald en vient à éprouver fréquemment des remords pour son amour perdu.

Eaux-fortes d'Eugène Decisy d'après des aquarelles de Paul Albert Laurens, 1904
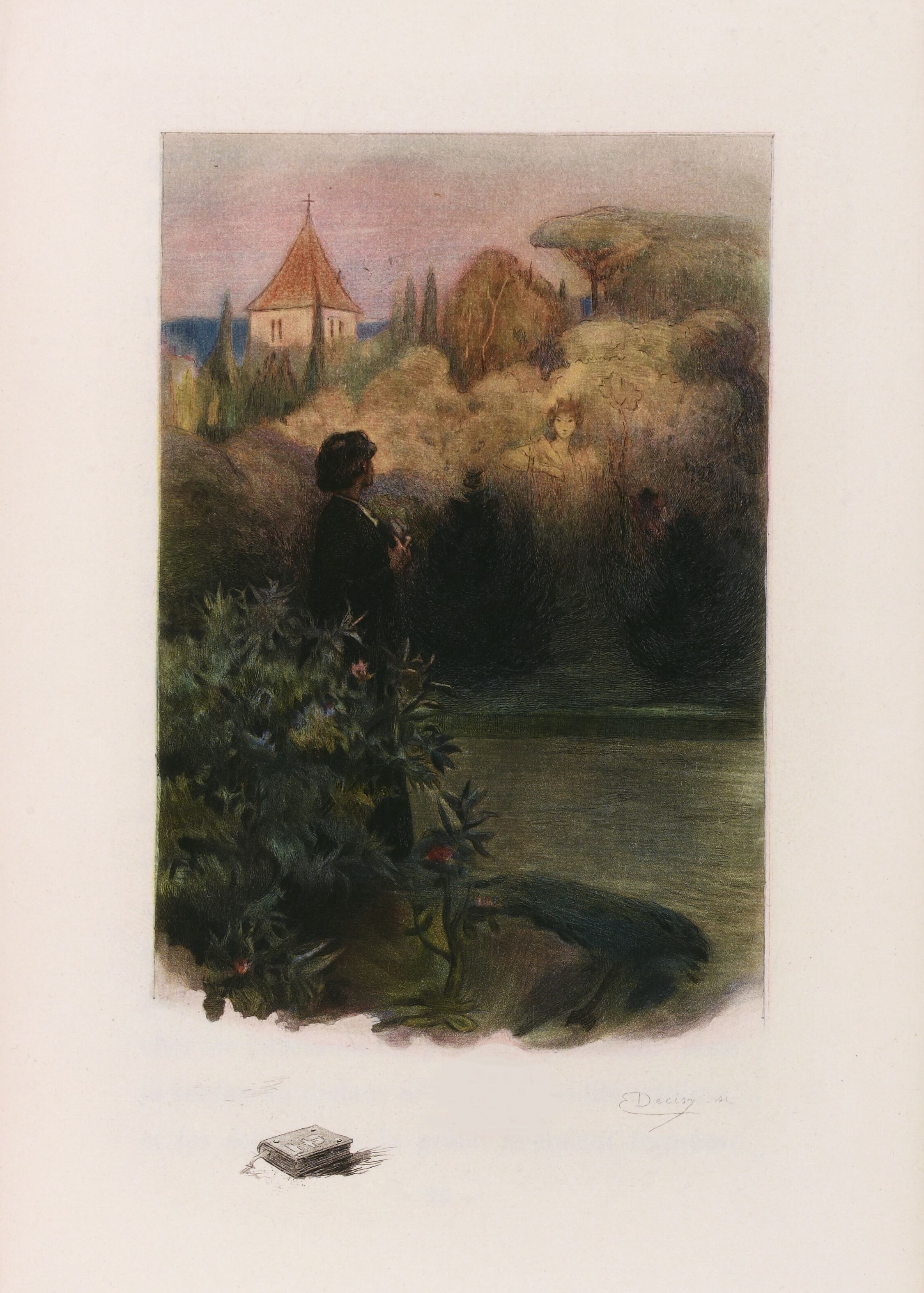
Romuald croit voir la silhouette de Clarimonde dans son jardin.
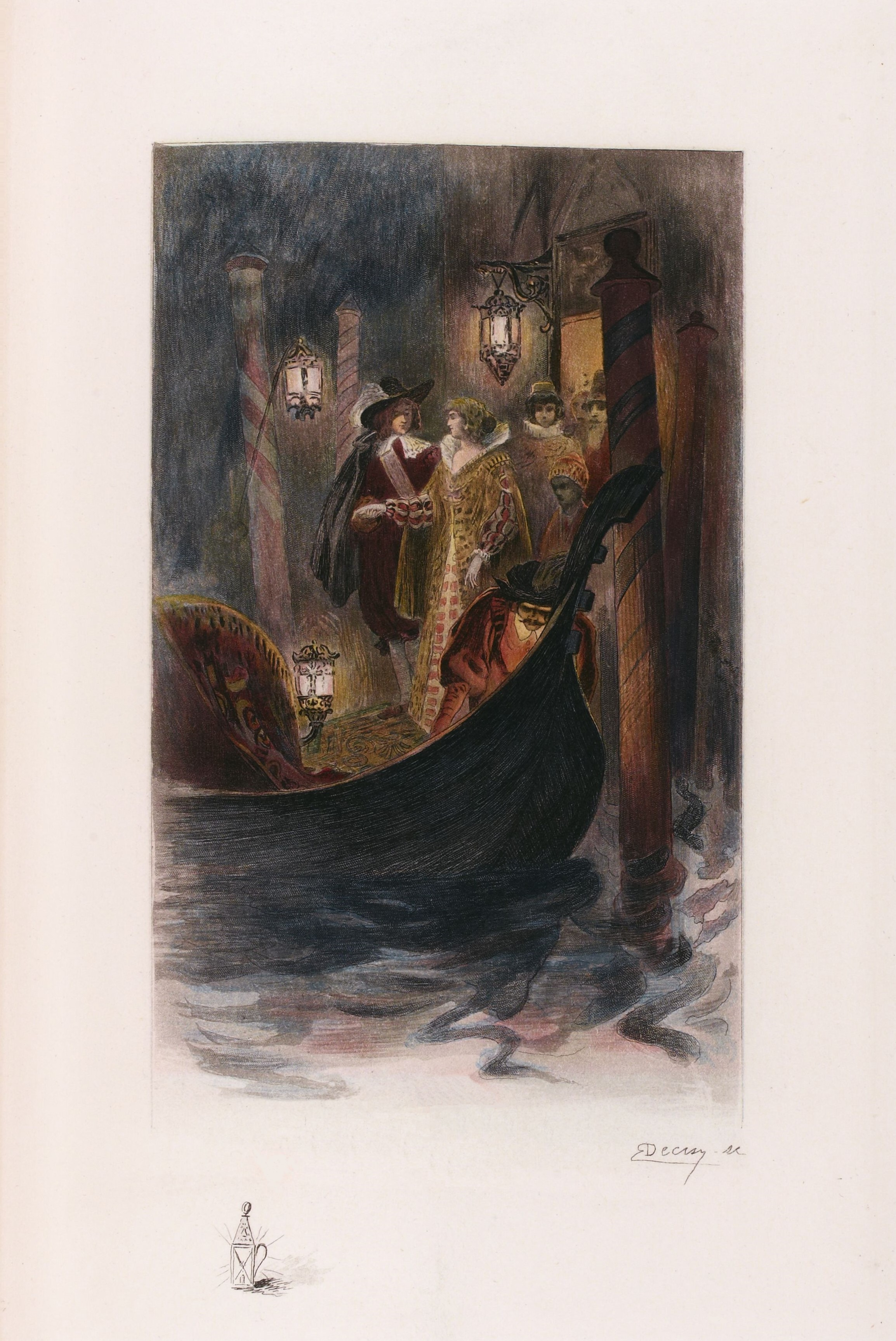
Romuald et Clarimonde mènent une existence fastueuse à Venise.
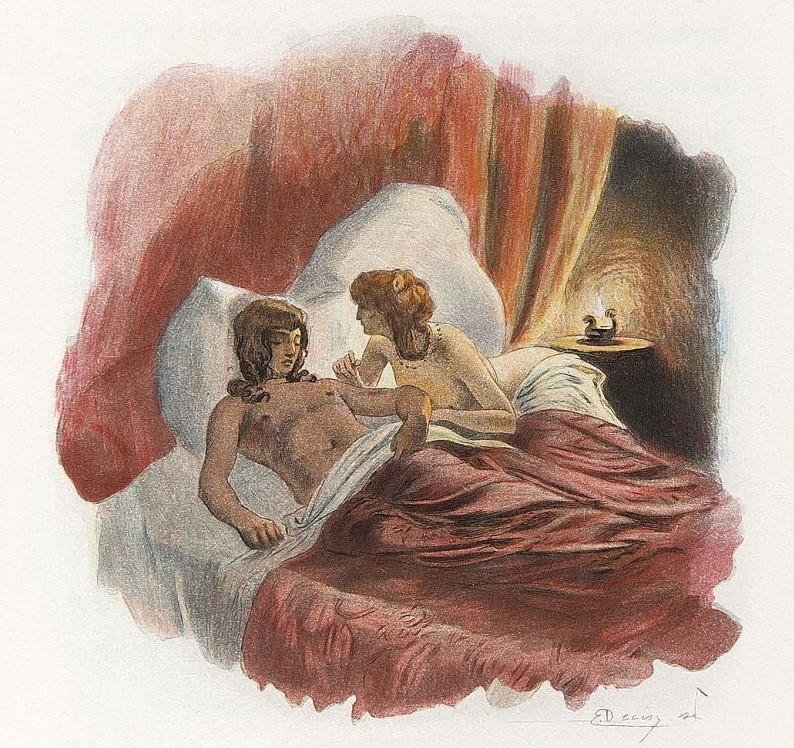
Clarimonde pique le bras de Romuald avec une épingle d'or pour se nourrir de son sang.
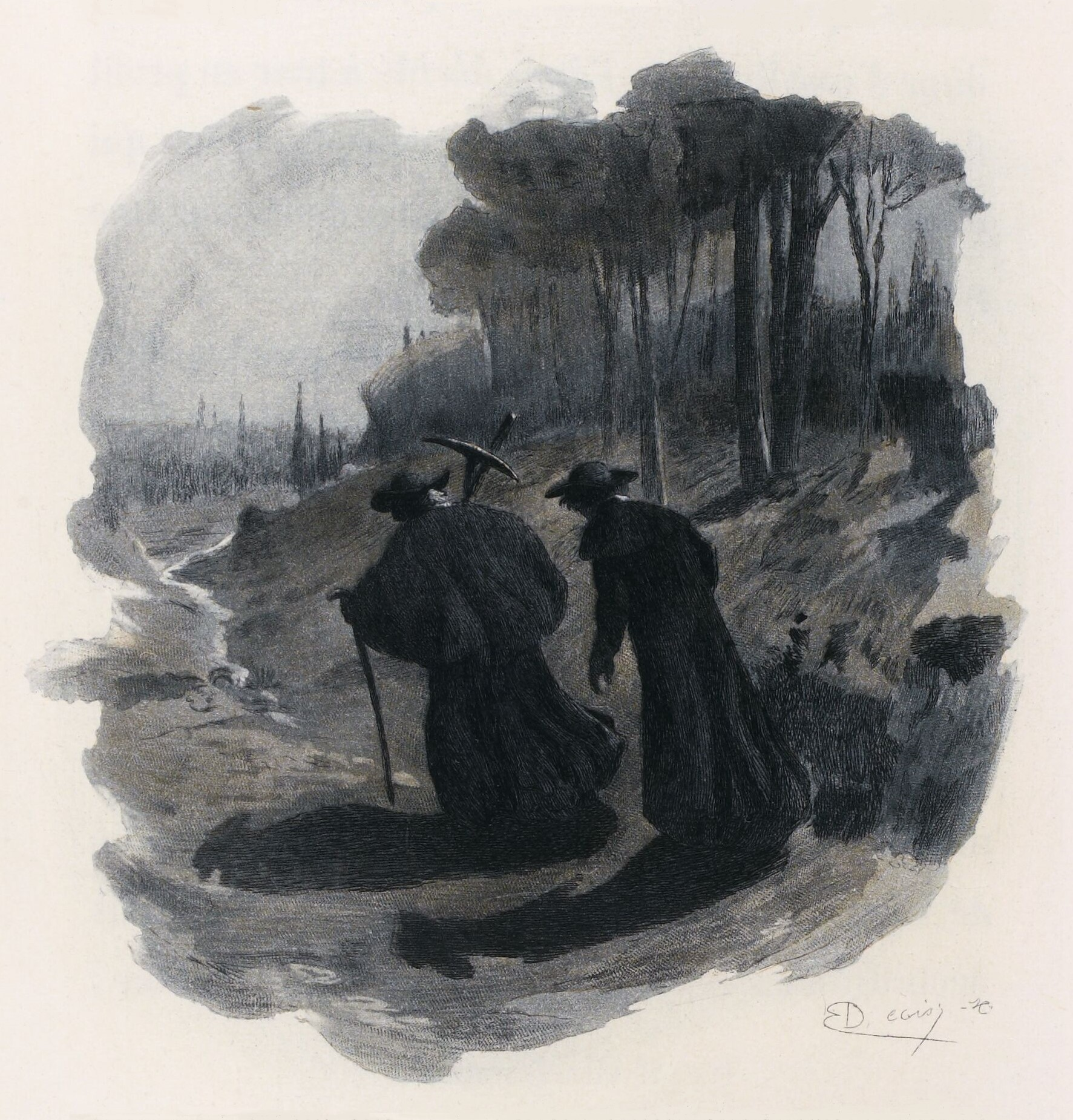
L'abbé Sérapion conduit Romuald au cimetière où est enterrée Clarimonde.
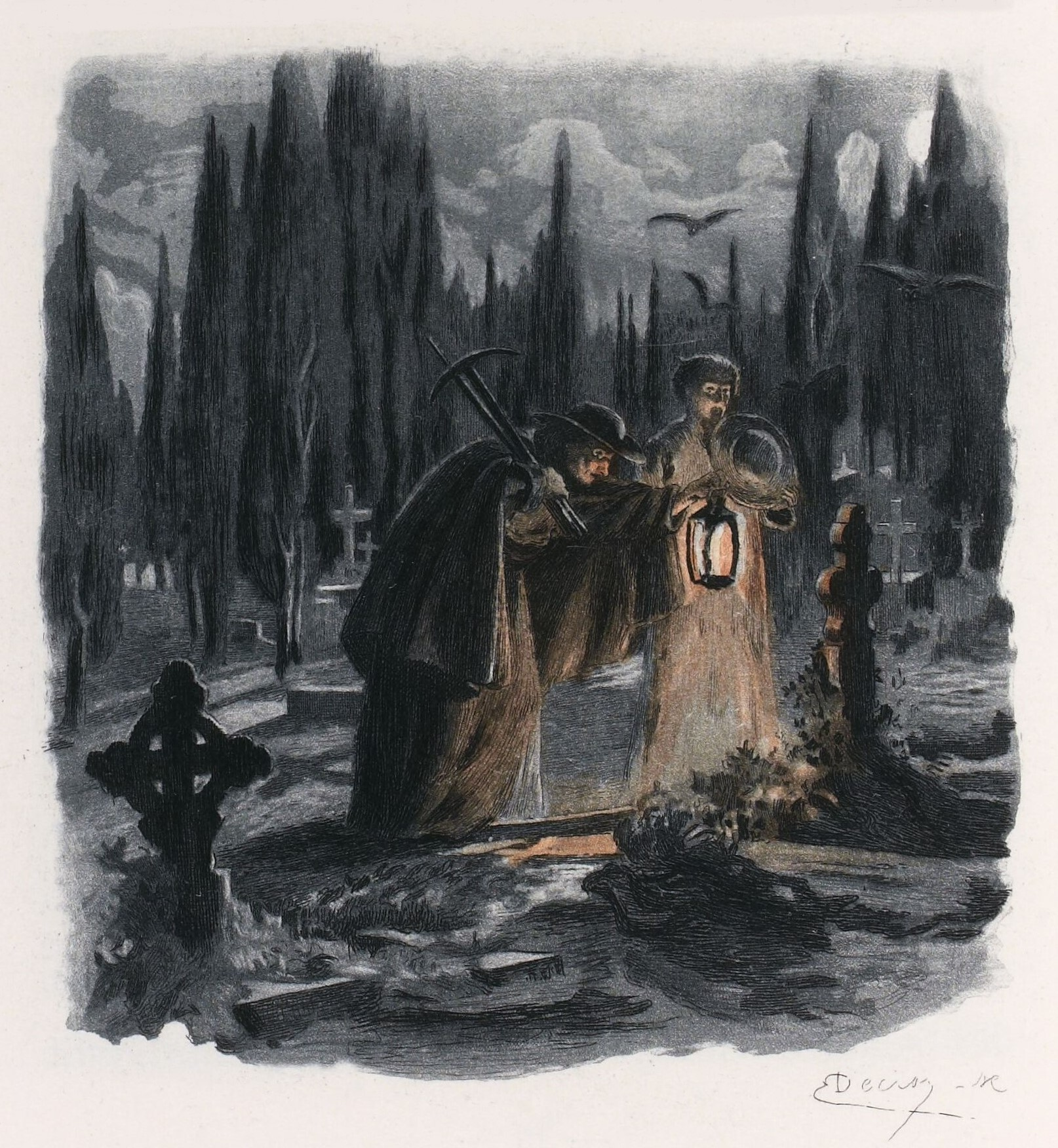
Sérapion brise le cercueil de Clarimonde.
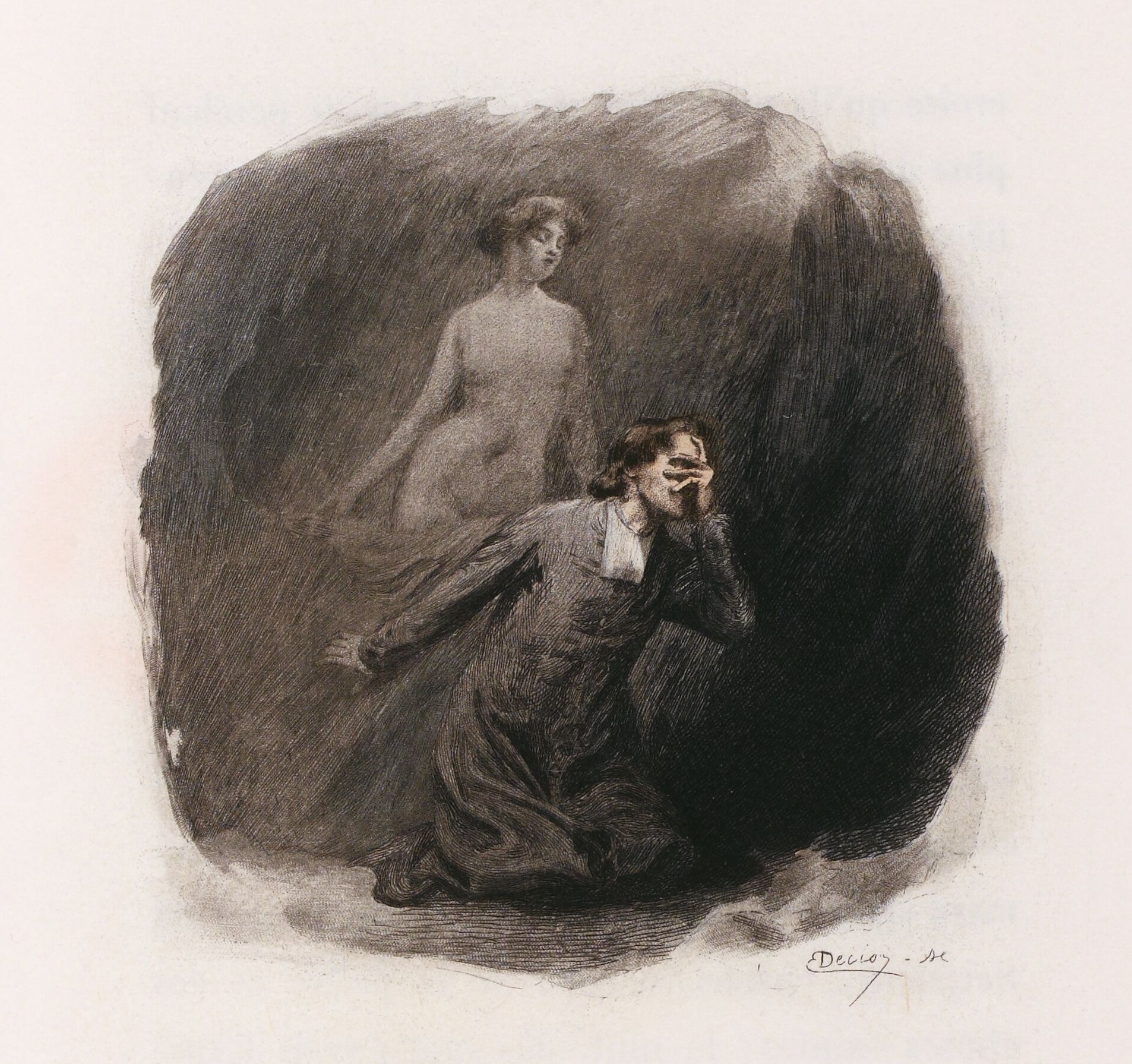
Romuald se remémore amèrement son amour perdu.

## Adaptations de l'œuvre
Peter Kassovitz réalise en 1979 un téléfilm homonyme, qui adapte pour notre époque ("en inspiration libre") la nouvelle de Gautier (François Marthouret, Jean Martin, Gérard Desarthe et Daniel Russo au générique). Scénario signé Pierre Badel et Chantal Rémy,.
En outre, « Clarimonde » (1998) est un épisode écrit par Gérard Wexler pour la série télévisée Les Prédateurs.

## Éditions
Liste non exhaustive.
- Théophile Gautier, « Contes et récits fantastiques », éd. Le Livre de poche, n°6895, pages 77 à 115
- Sarah Cohen-Scali,"Les dents de la nuit " , éd. Le livre de poche , pages 11 à 34 ( version abrégée).